# Markel Olano
Pour les articles homonymes, voir Olano.
Markel Olano Arrese, né le 2 juin 1965 à Beasain, est un homme politique basque espagnol, membre du Parti nationaliste basque. Il a été député général de la Députation forale du Guipuscoa du 6 juillet 2007 à 2011.

## Les débuts en politique
Olano entre en politique en 1980 à l'âge de quinze ans quand il adhère à Euzko Gaztedi, organisation de jeunesse du Parti nationaliste basque. Il fait ses premières armes dans les structures d'EGI à Beasain et dans le pays du Goierri. Tout en militant dans les rangs d'EGI, il poursuit ses études et obtient la maîtrise de philosophie à l'Université du Pays basque. Il complète son parcours universitaire avec un doctorat dans la même matière. À ce jour, il prépare sa thèse doctorale.

## Carrière politique dans les rangs du PNV
Au cours de ses années de militantisme au sein du PNV, il exerce différentes fonctions de responsabilité. De 1996 à 2000, il est membre du Gipuzko Buru Batzar (Organisation territoriale du PNV au Guipuscoa). Il se voit confier des attributions dans le secteur de la langue basque ou Euskara, l'éducation et la culture. À la même époque, il est désigné représentant du PNV au sein de la Commission permanente de la Déclaration de Lizarra-Garazi.
En 2000, il est nommé membre de l'Euzkadi Buru Batzar du PNV dirigé à cette époque par Xabier Arzalluz. Se voyant confier les secteurs de la Jeunesse, de l'Euskara, de la Culture et des Sports, il alterne cette responsabilité avec le tout nouveau domaine des Technologies de l'information et de la communication.

## Député général

### XVIIIelégislature (2007-)
Au lendemain des élections forales de 2007, le 6 juillet de la même année, la candidature dont il est chef de file réunit le plus grand nombre de suffrages aux élections au sein des assemblées générales (Juntes Générales) du Guipuscoa. Dans la foulée de ce scrutin, le 12 juillet 2007, on passe à la désignation des membres composant la Députation forale du Guipuscoa dont Markel Olano est nommé Député général,.
Le Plan de Gestion 2007-2011 de la Députation forale du Guipuscoa précise les lignes maîtresses de l'action de Markel Olano pour la législature 2007-2011.

### Passions personnelles
Au nombre des passions que cultive Markel Olano, on citera la montagne, la lecture et la photographie. À titre d'exemple de ce passe-temps, sont particulièrement dignes d'éloge les collections photographiques qu'il partage avec d'autres utilisateurs sous licence Creative Commons by-sa sur Flickr et GureGipuzkoa.